# Polska na Zimowym Pucharze Europy w Rzutach 2012
Polska na Zimowym Pucharze Europy w Rzutach 2012 – reprezentacja Polski podczas zimowego pucharu, który odbywał się 17 i 18 marca w miejscowości Bar w Czarnogórze liczyła pięciu zawodników.

## Występy reprezentantów Polski

### Mężczyźni
- Pchnięcie kulą
  - Jakub Giża z wynikiem 19,03 zajął dziewiąte miejsce w silniejszej grupie A

### Kobiety
- Pchnięcie kulą
  - Paulina Guba z wynikiem 16,51 zajęła czwarte miejsce w konkursie młodzieżowców
- Rzut dyskiem
  - Wioletta Potępa z wynikiem 57,84 zajęła ósme miejsce w silniejszej grupie A

- Rzut młotem
  - Malwina Kopron z wynikiem 61,80 zajęła siódme miejsce w konkursie młodzieżowców
  - Sandra Malinowska z wynikiem 60,05 zajęła szóste miejsce w słabszej grupie B